# Rezerwat przyrody Las Zwierzyniecki
Rezerwat przyrody „Las Zwierzyniecki” – rezerwat przyrody położony na terenie miasta Białystok w województwie podlaskim.

## Historia rezerwatu
Został powołany 14 czerwca 1996 r. zarządzeniem Ministra Środowiska w celu zachowania ze względów naukowych i dydaktycznych drzewostanu o charakterze grądu wilgotnego.
Już za czasów rodziny Branickich znajdował się tu na powierzchni ok. 14 wiorst odgrodzony zwierzyniec, który był miejscem wielu polowań dworskich. Zamieszkiwały tu między innymi: jelenie, bażanty, daniele, kuropatwy, łabędzie czy dzikie kaczki.
Pod koniec XVIII wieku młodzież szkolna poszerzała tutaj swoje wiadomości na temat ziołolecznictwa, ogrodnictwa, botaniki, mineralogii i rolnictwa. W wieku XIX las Zwierzyniec został lasem komunalnym, a jego powierzchnia zaczęła się kurczyć. Od schyłku ubiegłego stulecia lasek powoli przeistaczał się w park. Była możliwość przyjechania tu tramwajem konnym. Z czasem na południowych obrzeżach lasu zaczęto budować domki letniskowe. Planty, które niedawno powstały połączyły pałacowy park ze Zwierzyńcem, natomiast sam lasek Zwierzyniecki został poddany melioracji oraz renowacji.

## Podstawowe informacje o rezerwacie
- Powierzchnia według aktu powołującego: 33,84 ha (obecnie podawana wielkość: 33,86 ha[1])
- Zarząd: własność komunalna miasta
- Nadzór: Regionalny Dyrektor Ochrony Środowiska w Białymstoku[1]
- Rodzaj rezerwatu: leśny
- Cel ochrony: zachowanie ze względów naukowych i dydaktycznych drzewostanu o charakterze grądu wilgotnego[1].